# The Left-Handed Man
The Left-Handed Man er en amerikansk stumfilm fra 1913 af D. W. Griffith.

## Medvirkende
- Lillian Gish
- Charles West
- Harry Carey
- Kathleen Butler
- William J. Butler